# Khao manee
Il Khao Manee (in thailandese ขาว มณี, Khao Mani, lett. "gemma bianca"), noto anche come il gatto “occhio di diamante”, è una razza rara di gatti originari della Thailandia, che ha un lignaggio antico risalente a centinaia di anni fa. La razza è citata nel “Maew Tamra”, o “libro dei poemi del gatto”, un antico testo siamese del 1350, e si ritiene che fosse una delle preferite alla corte dei re locali.

## Caratteristiche
I gatti Khao Manee presentano un manto di colore bianco puro, col pelo corto, liscio e aderente al corpo. La faccia è a forma di cuore con gli zigomi sporgenti. Possono avere gli occhi azzurri, paglierini o di due colori differenti, che è la varietà preferita dai cultori.
I Khao Manee presentano una corporatura tonica e atletica, e hanno una personalità attiva, comunicativa ed intelligente.

## Classificazione
La razza è ben nota nella sua terra natale e solo recentemente è stata introdotta dagli allevatori in occidente, ottenendo nel 2009 la “registrazione semplice” del TICA (The International Cat Association). Il 3 settembre 2011, la TICA gli ha assegnato lo status di “Nuova razza non ancora classificata”, effettivo dal maggio 2012.
Fino ad allora al Manee Khao è stato quindi concesso lo status di razza classificata solo per l'esposizione. Dal 30 agosto 2013 la razza è stata promossa a "Nuova Razza Advanced" con effetto immediato.